# Jean Grey
Jean Elaine Grey és una superheroïna de ficció que apareix en còmics publicats per Marvel Comics. El personatge ha estat conegut sota els malnoms de Marvel Girl, Phoenix, i Dark Phoenix. Creat per Stan Lee i el dibuixant Jack Kirby, el personatge va aparèixer per primera vegada a The X-Men núm.1, publicat el 2 de juliol de 1963 (amb data de portada setembre de 1963).
Jean és membre de la subespècie humana dels mutants, aquells que naixen amb habilitats sobrenaturals. Ella va néixer amb poders telepàtics i telecinètics. Els seus poders es van manifestar per primera vegada quan va veure una amiga d'infància atropellada per un cotxe. Ella és una figura solidària i atenta, però també ha de bregar amb ser un mutant de nivell Omega i la manifestació física de la força còsmica del Fènix. Jean va experimentar la transformació en el Fènix en una història dels X-Men de la saga "The Dark Phoenix". S'ha enfrontat a la mort diverses vegades en els còmics. La seva primera mort va ser sota la guisa de Marvel Girl, quan va morir i "va renéixer" com el Fènix a "The Dark Phoenix Saga". Aquesta transformació va provocar la seva segona mort, que va ser un suïcidi, encara que no pas la seva última.
Viu amb altres personatges a l'Univers Marvel, sovint amb els X-Men; que inclouen el seu marit Cyclops, el seu mentor i figura paternal Charles Xavier (Professor X), el seu interès amorós no correspost Wolverine, la seva millor amiga Storm, i els seus fills genètics Rachel Summers, Cable, Stryfe, i X-Man.
El personatge va ser present durant bona part de la història dels X-Men i va aparèixer en tres sèries d'animació X-Men i diversos videojocs. Ha estat un personatge jugable a X-Men Legends (2004), X-Men Legends II: Rise of Apocalypse (2005), Marvel Ultimate Alliance 2 (2009), Marvel vs Capcom 3: Fate of Two Worlds (2011), Marvel Heroes (2013), Lego Marvel Super Heroes (2013), i Marvel Ultimate Alliance 3: The Black Order (2019), i va aparèixer com un personatge no jugable a Marvel: Ultimate Alliance.
Famke Janssen va interpretar el personatge d'adult a les pel·lícules X-Men i Sophie Turner el va interpretar de jove.

## Història de la publicació
Creat pel guionista Stan Lee i el dibuixant i guionista Jack Kirby, Jean Grey va aparèixer per primer cop com a Marvel Girl a The X-Men núm.1 (setembre de 1963). L'únic membre femení de l'equip original, Marvel Girl va formar part regularment de l'equip durant la publicació de la sèrie. Inicialment posseïa l'habilitat de la telecinesi, i més tard el personatge va rebre el poder de la telepatia; que seria canviat anys després com essent una habilitat mutant reprimida.
Sota l'autoria de Chris Claremont i l'art primer de Dave Cockrum i després de John Byrne el 1970, Jean Grey va patir una transformació apressada de ser el membre més dèbil dels X-Men, a ser el més poderós.
El primer còmic que Claremont va veure a Marvel després d'arribar a allí el 1969 va ser el primer número de X-Men de Neal Adams (número 56), i això li va fer agafar interès per Jean Grey. Però quan va començar a escriure X-Men en el número 94, el primer número després de la creació del nou equip en Giant-Size X-Men 1, Len Wein ja havia deixat clar que ella abandonaria l'equip. L'art ja estava fet, i era massa tard per a canviar res. Malgrat tot es va prometre que la portaria de tornada tan aviat com fos possible, cosa que va fer en el número 97 quan es va convertir en l'únic guionista de la sèrie. Claremont també va decidir incrementar els seus poders de manera significativa.
La història en què Jean Grey va morir essent Marvel Girl i va réneixer com el Fènix (Uncanny X-Men núm.101–108, 1976–1977) ha estat anomenada de manera retroactiva pels fans com "The Phoenix Saga", i la història de la seva corrupció i mort essent el Dark Phoenix (Uncanny X-Men núm.129–138, 1980) ha estat anomenada "The Dark Phoenix Saga". Aquesta és una de les històries més referenciades i conegudes dels còmics de superherois, i es considera àmpliament un clàssic (inclòs el sacrifici suïcida de Jean Grey).
Quan el primer trade paperback de "The Dark Phoenix Saga" va ser publicat el 1984, Marvel també va publicar un especial de 48 pàgines titulat Phoenix: The Untold Story. Contenia la versió original d'Uncanny X-Men núm.137, la pàgina splash original d'Uncanny X-Men núm.138, i transcripcions d'una taula rodona entre Shooter, Claremont, Byrne, els editors Jim Salicrup i Louise Jones, i l'entintador Terry Austin sobre la creació del nou Fènix, el desenvolupament de la història (i el que portaria al seu canvi eventual), i els plans de Claremont i Byrne per a Jean Grey en el cas que hagués sobreviscut.
Claremont va revelar que la seva motivació i la de Cockrum amb relació a la transformació de Jean Grey en el Fènix era crear "el primer heroi còsmic femení". Els dos esperaven que, ja que Thor havia estat integrat en l'equip de Els Venjadors, el Phoenix també es convertiria en un efectiu i immensament poderós membre dels X-Men. No obstant, tant Salicrup com Byrne tenien sentiments contradictoris sobre com de poderós s'havia fet el Fènix, i tenien la sensació que acaparava el focus d'atenció en els còmics. Byrne va treballar amb Claremont per tal de llevar el Fènix de la història, inicialment deixant-lo sense poders. No obstant, la decisió de Byrne de tenir el Fènix Obscur destruint un sistema planetari deshabitat a Uncanny X-Men núm.135, s'ajustava amb el final planejat per a la saga; l'aleshores preocupat Editor en Cap Jim Shooter, va considerar que la possibilitat de deixar viure a Jean a la conclusió de la història era moralment inacceptable (donat que ara era una "assassina de masses") i també un final poc satisfactori des del punt de vista de la història. Shooter va exposar públicament el seu raonament a una taula rodona de 1984:
Personalment penso, i he dit açò molts cops, que fer que un personatge destrueixi un món habitat amb milers de milions de persones, acabi amb una nau, i després—bé, ja vos ho imagineu, fer que perdi els poders i pugui anar a la Terra: és com capturar Hitler amb vida i deixar-li anar a viure a Long Island. Ara, no penso que la història hagi d'acabar ací. Només penso que molta gent vindrà a picar a la porta amb metralladores...

Una de les preguntes de l'equip creatiu que van afectar la conclusió de la història va ser si la personalitat del Fènix i la seva posterior descendència a la bogeria i al mal eren inherents en Jean Gray o si el Fènix era una entitat que la posseïa en realitat. La relació entre Jean Grey i el Fènix continuaria sent objecte de diferents interpretacions i explicacions per part dels guionistes i editors de Marvel Comics després del canvi retroactiu de la història el 1986. Per l'època de la creació del Dark Phoenix, Byrne va sentir que, "Si algú pogué corrompre a Jean, en lloc d'ésser ella qui és torné violenta, això podria resultar en una història interessant." Salicrup i Byrne van declarar després que ells veien el Fènix com una entitat que posseïa per complet a Jean Grey, cosa que l'expiava de llurs crims un cop s'acabés el malson. Tot i això, l'equip creatiu i l'editorial van acordar que el Fènix havia estat representat com un aspecte inherent i inalienable de Jean Grey; és a dir, que el personatge era totalment responsable de les seves accions com el Fènix. Com a resultat, Shooter va ordenar a Claremont i Byrne reescriguessin el núm.137 per a situar explícitament en la història una conseqüència i un final proporcional a l'enorme pes de les accions del Fènix. En una signatura pública del 2012, Claremont va parlar sobre el context dels tardans 1970 i el final de la Guerra del Vietnam, afirmant que la història d'aquests fets va dificultar la redimir les accions genocides de Jean Grey.
En el final original Jean no reverteix a Dark Phoenix, i els shi'ar la sotmeten a una "lobotomia psíquica"; suprimint definitivament tots els seus poders telepàtics o telekinètics. Claremont i Byrne van planejar que Magneto oferís a Jean la possibilitat de restaurar les seves habilitats, però Jean va decidir quedar-se sense poders i així va eliminar l'amenaça de que el Dark Phoenix tornés a fer de les seves.
Després de diversos anys, Marvel va decidir reviure el personatge; però només després d'un decret editorial que absolia el personatge de les seves accions durant The Dark Phoenix Saga. El guionista Kurt Busiek és acreditat amb filar la història per a reviure a Jean Grey. Busiek, un fan dels 5 X-Men originals, estava disgustat amb la mort del personatge i va formular diverses històries que haurien complert la regla de Shooter i haurien permès al personatge tornar a la franquícia X-Men. Al final va acabar compartint la seva idea sobre l'argument amb el seu company guionista Roger Stern, i aquest li la va contar a Byrne; els dos estaven escrivint i il·lustrant els Fantastic Four per aleshores. Tant el guionista Bob Layton com l'artista Jackson Guice, que estaven desenvolupant la sèrie X-Factor (un equip d'antics X-Men), s'havien de decidir qui seria el cinquè membre de l'equip; inicialment considerant a Dazzler. Layton va optar per omplir el buit amb Jean en lloc d'això, i tant ell com Byrne van enviar la idea a Shooter; que li va donar el vistiplau. La resurrecció de Jean Grey es va convertir en una trama transversal entre les històries dels Avengers sota Stern, els Fantastic Four sota Byrne, i el X-Factor sota Layton.
Busiek més tard va descobrir que la seva idea havia estat usada gràcies a Layton, i va ser acreditat al Fantastic Four núm.286 i va ser pagat per la seva col·laboració. La decisió de reviure a Jean Grey va ser controvertida entre els fans, amb alguns agraïnt el retorn del personatge i d'altres sentint que el final de la saga Dark Phoenix havia estat aigualit. Busiek mantenia que la idea que va conduir al retorn de Jean Grey era simplement part d'un procés de compartir idees amb amics com a fan, i que ningú va llençar formalment la idea a ningú, ni ningú la va donar per factible. Claremont va manifestar la seva insatisfacció amb el canvi, afirmant el 2012: "Acabàvem de fer l'esforç de dir, 'Jean està morta, accepteu-ho', i ells van dir, 'Ha ha, hem enganyat a tot Cristo.' Per què ningú hauria de confiar en nosaltres de nou? Bé, eixa és la diferència entre ésser el guionista i ésser el cap." En una entrevista de 2008 Byrne va dir que ell encara creia que el mètode de Busiek per a reviure a Jean Grey va ser "brillant", però també va reconèixer en retrospectiva que el personatge hauria d'haver restat mort.
En els còmics s'havia establert per complet que "Jean Grey" era una còpia creada del personatge que havia estat posseïda per la Força Fènix, la nova Jean és "absolta" per tant de les atrocitats de la història de "The Dark Phoenix"; i així és com va poder tornar en el primer número de X-Factor (1a sèrie).